# جمعه (فیلم ۱۳۷۸)
جمعه فیلمی به کارگردانی حسن یکتاپناه و نویسندگی حسن یکتاپرست ساختهٔ سال ۱۳۷۸ است. این فیلم در جشنواره کن سال ۲۰۰۰ برنده جایزه دوربین طلایی شد.

## بازیگران
- جلیل نظری
- محمود بهرازنیا
- رشید اکبری
- محبوبه خلیلی
- احسان دریاباری
- ولی اله بتا
- عیسی بیگلری
- خداداد خلیلی
- علی کربلایی نوروزی
- تهمینه میلانی
- جعفر پناهی
- بهرام بدخشانی
- بهمن اردلان
- مهرداد لشکری
- بابک اخوان
- اکرم خلیل ارجمندی
- اکرم خلیلی
- نعمت اله خلیل ارجمندی
- مجتبی حسینی
- حمید محمودکلایه
- پورانداخت حقیقی
- اکبر محمودکلایه
- ابراهیم ابراهیمی نژاد
- محمود نیستانی
- حمید دلشکیب